# Mat Sinner

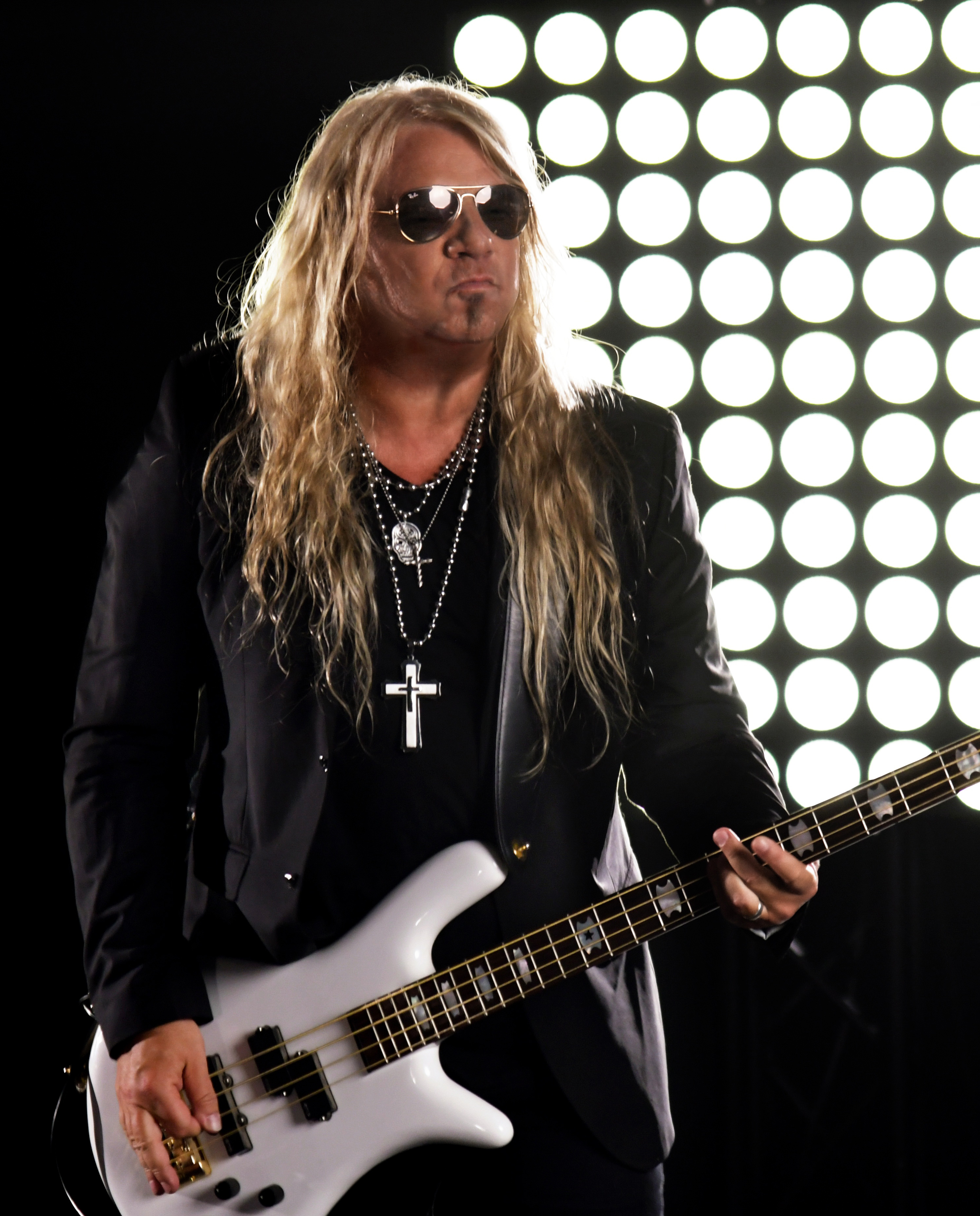
Mat Sinner, 2019

Mat Sinner (bürgerlich Matthias Lasch; * 16. Oktober 1964 in Stuttgart) ist ein deutscher Bassist, Sänger und Musikproduzent aus Stuttgart.

## Leben
Mat Sinner und Armin Sabol  gründen 1977 die vor allem in Süddeutschland aktive Band SHIVA. Es folgen unzählige Liveshows, bis hin zum Vorprogramm von Acts wie Whitesnake, Nina Hagen und Colosseum II. Ein Album veröffentlichte die Band nie.
1982 gründet Mat die Band Sinner und ist seitdem mit der Band aktiv. Seit 1997 spielt er zudem in der Band Primal Fear, die er mit Ralf Scheepers gründete. Zudem war er in etlichen anderen Projekten aktiv. So ist er seit 2008 gemeinsam mit Alex Beyrodt bei Voodoo Circle tätig.
Als Musikproduzent arbeitete er u. a. an den gemeinsamen Alben von Michael Kiske und Amanda Somerville, Bobby Kimball/Jimi Jamison (Toto/Survivor), produzierte auch das erste Soloalbum von Ralf Scheepers und veröffentlicht 2015 sein erstes gemeinsames Album mit dem amerikanischen Sänger Russell Allen Level 10. Außerdem war er bis 2020 musikalischer Direktor der Rock-Meets-Classic-Arena-Tournee in Europa.

## Diskografie
| mit Sinner - siehe Sinner#Diskografie Solo - Back to the Bullet (1990) mit Primal Fear - siehe Primal Fear/Diskografie | mit Kiske/Somerville - Kiske/Somerville (2010) - City of Heroes (2015) mit Voodoo Circle - siehe Voodoo Circle#Diskografie mit Ralf Scheepers - Scheepers (2011) | mit Level 10 - Chapter One (2015) mit Jorn Lande / JORN - Life on the Death Road (2017) |

### Andere
| - The Heat – Same (1993) - Skin Deep – Painful Day (1993) - The Heat – Goldfinger (1995) - Pegazus – Breaking the Chains (1999) - The Kovenant – New World Order (2000) - Hammerfall – Crimson Thunder (2002) - Rick Renstrom – Rick Renstrom (2004) - Joacim Cans – Beyond the Gates (2004) - Dionysus – Fairytales & Reality (2006) - Tribuzy – Execution (2006) - Vengeance – Back in the Ring (2006) | - Biss – Xtension (2006) - Goddess Shiva – Goddess Shiva (2007) - Tribuzy – Execution – Live Reunion (2007) - Barra Bazz – Barra Bazz (2008) - Vengeance – Soul Collector (2009) - Phenomena – Blind Faith (2010) - Kimball/Jamison – Kimball/Jamison (2011) - Helker – Somewhere in the Circle (2013) - Silent Force – Rising from Ashes (2014) - Helker – Firesoul (2017) |

Quelle Homepage Mat Sinner: